# كارلوس كونتريراس
كارلوس كونتريراس (بالإسبانية: Carlos Contreras)‏ (7 أكتوبر 1938 بتشيلي - 17 أبريل 2020) هو لاعب كرة قدم تشيلي في مركز الدفاع، شارك في كأس العالم 1962. وشارك مع منتخب تشيلي لكرة القدم. أما مع النوادي، فقد لعب مع نادي أونيفرسيداد دي تشيلي.

## وصلات خارجية
- كارلوس كونتريراس على موقع الاتحاد الدولي (مؤرشف)  (الإنجليزية)
- كارلوس كونتريراس على موقع قاعدة بيانات كرة القدم.إي يو (الإنجليزية)
- كارلوس كونتريراس على موقع ناشيونال فوتبول تيمز (الإنجليزية)
- كارلوس كونتريراس على موقع Soccerway.com (الإنجليزية)
- كارلوس كونتريراس على موقع عالم كرة القدم.نت (الإنجليزية)